# Monique Adolphe
Monique Adolphe (* 23. Juli 1932 in Paris; † 27. Juni 2022) war eine französische Pharmakologin und Zellbiologin. Sie leitete von 1974 bis 1997 das Labor für Zellpharmakologie an der École pratique des hautes études und von 1990 bis 1994 deren Präsidentin. Adolphe war eine Wegbereiterin der In vitro-Zellkulturen und ihrer Anwendung als Alternative zu Tierversuchen.

## Karriere
Nach ihrem Abschluss als Diplom-Pharmazeutin und dem Pharmaziepraktikum am Hôtel-Dieu de Paris beschloss Monique Adolphe, sich der biologischen Forschung zuzuwenden. Sie arbeitete von 1960 bis 1971 als wissenschaftliche Assistentin an der Medizinischen Fakultät zu Paris. 1968 schloss sie ein Diplôme d’études approfondies in Zellbiologie ab. Im Jahr darauf verteidigte sie an der Universität Paris ihre thèse d’État (doctorat ès sciences), in der sie die physiologischen Eigenschaften in In-vitro-Kultur von zwei heteroploiden (HeLa-) und diploiden (L 809) Zelllinien verglich und deren Anwendungen in der Pharmakologie untersuchte. Sie wurde zur Pionierin und Multiplikatorin für Zellkulturtechnik in Frankreich. Sie setzte sich für alternative Methoden zu Tierversuchen ein und förderte den Einsatz von In-vitro-Methoden und die Entwicklung von Zelllinien, wobei sie deren Grenzen und die Notwendigkeit von Studien an Organismen anerkannte.
Monique Adolphe war von 1972 bis 1974 Dozentin in der medizinischen Lehr- und Forschungseinheit der Universität Paris VII am Hôpital Lariboisière und zugleich stellvertretende Direktorin des Labors für Zellpharmakologie (unter Paul Lechat) an der École pratique des hautes études (EPHE). 1974 wurde Adolphe selbst zur Directrice d’études (entspricht etwa einer Professorin) in der III. Sektion (Bio- und Geowissenschaften) der EPHE berufen, wo sie das Labor für Zellpharmakologie bis zu ihrem Eintritt in den Ruhestand 1997 leitete. Sie hat die Dutzende von jungen Wissenschaftlern in Zellkulturmethoden ausgebildet. Den größten Teil ihrer wissenschaftlichen Laufbahn widmete sie der Erforschung der Zellseneszenz, insbesondere im Hinblick auf Variationen im Zellzyklus und der Erforschung der Biologie des Knorpels und der ihn bildenden Zellen, der Chondrozyten, einschließlich ihrer Zelldifferenzierung. Im Jahr 1986 gründete sie die Société de pharmaco-toxicologie cellulaire (SPTC) und war zehn Jahre lang deren Präsidentin.
Von 1990 bis 1994 war Monique Adolphe Präsidentin der École pratique des hautes études und von 2009 bis 2010 Präsidentin der Académie nationale de pharmacie und damit die erste Frau, die dieses Amt seit der Gründung der Gesellschaft im Jahr 1803 innehatte.

## Auszeichnungen

### Akademien
- Ordentliches Mitglied der Académie nationale de médecine (gewählt 2001)[2]
- Ehrenmitglied der Académie nationale de pharmacie (gewählt 1984, Ehrenmitglied seit 2002, Vizepräsident seit 2008 und Präsident seit 2009)[2]
- Ausländisches Ehrenmitglied der Académie royale de médecien de Belgique (Korrespondent 1993, Ehrenmitglied seit 2003)[2]
- Auslandskorrespondent der Königlichen Akademie der Pharmazie Spaniens (2012)[2]
- Ehrenpräsidentin der Gesellschaft für zelluläre Pharmakotoxikologie (Präsidentin 1987–1997)[2]
- Ehrenpräsidentin der Europäischen Gesellschaft für Gewebekultur (Präsidentin 1985–1987)[2]

### Verdienstorden
- Offizier der Ehrenlegion[2] (Ritter, 1991)
- Komtur des Ordre national du Mérite (Offizier, 1996)[4]
- Komtur der Ordre des Palmes Académiques[2] (Offizier, 1988)

## Veröffentlichungen (Auswahl)
- Pharmacologie moléculaire, Yves Cohen  unter Mitarbeit von Monique Adolphe (et al), Hrsg. Masson, 1978.
- Advances in Physiological Sciences, vol. 10: Chemotherapy, Monique Adolphe, Hrsg. Franklin Book Company, Inc, 1979,  (ISBN 0-08023-214-0).
- Culture de cellules animales, Monique Adolphe und Georgia Barlovatz-Meimon, Hrsg. INSERM, 1987.
- Méthodes in vitro en pharmaco-toxicologie, Monique Adolphe et André Guillouzo, Hrsg. INSERM, 1988,  (ISBN 2-85598-350-9).
- Biological Regulations of the Chondrocytes, Monique Adolphe, Hrsg. CRC Pr Llc, 1992,  (ISBN 0-84936-733-6).
- Culture de cellules animales, Georgia Barlovatz-Meimon et Monique Adolphe, Hrsg. INSERM, 2003,  (ISBN 2-85598-753-9).